# 香港工商專業聯會
香港工商專業聯會（英語：Business and Professionals Federation of Hong Kong）是香港一個無黨派的智庫。

## 使命
聯會的使命主要有以下四點：
- 為香港長期繁榮穩定而努力
- 維護香港自由經濟及資本主義體系，促進香港國際金融及商業中心的地位
- 深入研究對香港經濟、社會及政治發展至關重要的策略議題
- 宣揚香港與內地經濟合作的重要性

## 歷史
工商專聯於1990年成立，創會會員為香港回歸過渡期時倡議「八十九人方案」的香港基本法諮詢委員會及起草委員會委員。會員來自商界及專業等不同界別，與自由黨等商界政黨關係密切。
聯會成立初期由親北京的富商羅康瑞擔任會長，反對時任港督彭定康提出、受北京強烈反對的新九組方案。

## 外部連結
- 香港工商專業聯會 （页面存档备份，存于）